# 양원군 (1658년)
양원군 이환(陽原君 李煥, 1658년 4월 ~ 1724년 3월)은 조선의 왕족 종실이다. 본관은 전주(全州)이다.

## 생애

### 일생
그는 왕족 종실로서 인조(仁祖)의 손자인 복녕군(福寧君)의 장남이다.
1713년(숙종 39) 윤5월 경기도 포천의 왕방산(旺方山)을 차지하려 했다가 동생 의원군 이혁(義原君 李爀)과 함께 사헌부에 탄핵당했다.
이후 1724년 3월에 병사할 때까지 왕족 종실 신분으로 가덕대부(嘉德大夫) 작위를 지내기에 이르렀다.